# 藤原兼光
藤原 兼光（ふじわら の かねみつ）は、平安時代後期から鎌倉時代初期にかけての公卿・歌人。藤原北家真夏流日野家、権中納言・藤原資長と源季兼の娘の子。官位は従二位・権中納言。姉小路と号す。日野家13代。実務にたけ、摂関家家司、後白河院院司、高倉天皇および後鳥羽天皇の2代の高倉天皇の侍読を務め、弁官、蔵人頭を歴任、参議を経て従二位権中納言にのぼる。摂関家に対しては当初近衛家に近侍し、治承三年近衛基通関白就任に際し氏院別当に任じられるが、九条兼実が政界で実権を握るとともに九条家にも伺候、その才を高く評価され、建久二～五年には検非違使別当を務める。一方で後白河法皇の寵妃丹後局の婿として順調に昇進を果たし、源頼朝が申し入れた議奏公卿にも名を列ねるなど、当時の複雑な政界をみごとに泳ぎきり、日野家の地歩を固めた。

## 経歴
保元元年（1156年）に勧学院学問料を支給されているため、大学寮で紀伝道を学んでいたことが知られる。2年後に文章得業生となり、永暦元年（1160年）に対策に及第して従五位下・修理亮兼右近衛少尉に叙任され、使宣旨を賜った。
応保3年（1163年）に治部少輔に任じられ、翌年に昇殿を許された。仁安元年（1166年）に治部少輔のまま従五位上・東宮学士に叙任される。翌年正五位下に叙され、仁安3年（1168年）には蔵人兼備中権介に転任し東宮学士を辞した。
嘉応元年（1170年）に右少弁に任ぜられると、以降は弁官で昇進していき、承安2年（1172年）に左少弁、治承3年（1179年）には右中弁に勧学院弁別当を兼ね、更に造東大寺長官を兼ねて従四位下に昇叙。養和元年（1181年）には左中弁に進み、造興福寺長官となる。寿永元年（1182年）に正四位下に昇り、翌年には安徳天皇の蔵人頭に任命されるが、同天皇の西下には従わずに引き続き後鳥羽天皇の蔵人頭を務め、続いて参議兼右大弁として公卿に列す。
元暦元年（1184年）には従三位・左大弁に叙任され近江権守を兼ねた。公卿昇任が間近と言われていた院近臣の四条隆房よりも先に公卿に列したことから、義母で後白河法皇の寵愛を受けた高階栄子（丹後局）の後ろ盾があったとされた。文治元年（1185年）に勘解由長官、翌年に権中納言に任じられる。建久元年（1190年）に右兵衛督を、建久2年（1191年）には検非違使別当を兼務、建久4年（1193年）には右衛門督に転じて、京都の治安回復に尽力した。建久5年（1194年）に右衛門督・検非違使別当を辞任、翌年に従二位に叙される。
建久7年（1196年）に腫物の病のため4月12日に出家（法名は玄寂）するが、間もなく死去した。

## 人物
高倉・後鳥羽天皇の侍読を務め、歌人としても『千載和歌集』・『新古今和歌集』・『新勅撰和歌集』の3つの勅撰和歌集に1首ずつの計3首が採録される。また、日記『姉言記』（『兼光卿記』）が伝わる。学識に優れ、実務にも長けた官人として平氏政権・後白河院政両方において重んじられた。

## 系譜
- 父：藤原資長
- 母：源季兼の娘
- 妻：藤原実教の娘
- 妻：源家時の娘
  - 長男：日野資実（1162-1223） - 日野家の祖
  - 男子：藤原長親（禅寂）
- 妻：院尚の娘
  - 五男：広橋頼資（1182-1236） - 広橋家の祖
- 妻：平業房の娘
  - 男子：藤原宣実
- 生母不詳の子女
  - 男子：藤原有兼
  - 男子：藤原基長
  - 男子：良兼（?-1227）
  - 男子：覚証
  - 女子：後鳥羽院按察使典侍
  - 女子：宣陽門院左衛門督
  - 女子：姉小路公宣室
  - 女子：葉室宗行室
  - 女子：葉室長宗室
  - 女子：源信定室
  - 女子：一条高能室